# Finnische Badmintonmeisterschaft 1986
Die Finnische Badmintonmeisterschaft 1986 fand im Februar 1986 statt.

## Finalergebnisse
| Disziplin    | Sieger                                 | Finalist                          | Ergebnis          |
| ------------ | -------------------------------------- | --------------------------------- | ----------------- |
| Herreneinzel | Tony Tuominen                          | Pontus Jäntti                     | 15-10, 15-8       |
| Dameneinzel  | Pia Pajunen                            | Nina Sundberg                     | 12-9, 11-4        |
| Herrendoppel | Tony Tuominen Mika Heinonen            | Klaus Jäntti Rabbe von Hertzen    | 15-5, 15-5        |
| Damendoppel  | Christina von Pfaler Ulrika von Pfaler | Kristiina Tainio Susanna Dahlberg | 15-9, 15-10       |
| Mixed        | Lasse Lindelöf Ulrika von Pfaler       | Tony Tuominen Nina Adolfsson      | 15-3, 12-15, 15-9 |